# Сосновка (Сахалінська область)
Сосновка (рос. Сосновка) — село у Долинському міському окрузі Сахалінської області Російської Федерації.
Населення становить 249 осіб (2013).

## Історія
З 1905 по 3 вересня 1945 року у складу губернаторства Карафуто Японії, відтак у складі Долинського міського округу Сахалінської області.

## Населення
| 2002 | 2010 | 2013 |
| ---- | ---- | ---- |
| 378  | ↘262 | ↘249 |